# Verdrag van Londen (1852)

Jutland
Noord Jutlandeiland (Deens)
Noord Jutland (Deens)
Noord-Sleeswijk (Deens tot 1864; Duits van 1864 tot 1920; Deens sedert 1920)
Zuid-Sleeswijk (Deens tot 1864; Duits sedert 1864)
Holstein

Het Verdrag van Londen (Engels: London Protocol), was een internationaal verdrag dat op 8 mei 1852 werd ondertekend, na de Eerste Duits-Deense Oorlog. Dit verdrag was de herziening van een eerder protocol, dat op 2 augustus 1850 was geratificeerd door de twee grote Duitstalige machten Oostenrijk en Pruisen. Het verdrag uit 1852 werd erkend door de vijf grote Europese machten (Oostenrijk, Frankrijk, Pruisen, Rusland en het Verenigd Koninkrijk) en door de Baltische maritieme machten Denemarken en Zweden. 
Het verdrag bevestigde de integriteit van de Deense federatie als een "Europese noodzaak en vaststaand beginsel". Daarom werden de hertogdommen Sleeswijk (een Deens leengoed) en Holstein en Lauenburg (Duitse leengoed) door een personele unie verbonden met het koninkrijk Denemarken. Frederik VII van Denemarken was echter kinderloos, waardoor de lijn van opvolging voor de hertogdommen en Denemarken uiteenliep. Dat had als gevolg dat, in tegenstelling tot wat het verdrag stelde, de nieuwe koning van Denemarken niet ook de nieuwe hertog van Holstein en hertog van Lauenburg zou worden. Daarom werd de lijn van opvolging voor de hertogdommen aangepast. Verder werd bevestigd dat de hertogdommen als onafhankelijke entiteiten zouden blijven bestaan, en dat Sleeswijk geen grotere constitutionele affiniteit met Denemarken zou hebben dan Holstein.
Door het garanderen van de territoriale integriteit van Denemarken wilden de grote mogendheden er vooral voor zorgen dat de strategisch belangrijke haven van Kiel niet in Pruisische handen zou vallen. Elf jaar later werd dit verdrag de aanleiding voor de Tweede Duits-Deense Oorlog van 1864, die door Pruisen werd gewonnen. Pruisen en Oostenrijk verklaarden dat Denemarken het verdrag had geschonden door de “Novembergrondwet”, die Christiaan IX van Denemarken op 18 november 1863 ondertekende. Na een eerste periode van gezamenlijk Oostenrijks-Pruisisch bestuur werd Kiel uiteindelijk in 1867 aan Pruisen toegevoegd.